# Xbox Game Studios
Xbox Game Studios è un'azienda che si occupa della produzione e distribuzione di videogiochi, controllata da Microsoft e responsabile dello sviluppo e della pubblicazione di titoli per Xbox, Xbox 360, Xbox One, Xbox Series X e Series S, Microsoft Windows, console Sony, Nintendo e la piattaforma di distribuzione digitale Steam.
Fondata nel 2002 come Microsoft Game Studios, la società deriva dalla divisione interna Microsoft Games, la quale aveva già acquisito studi come Ensemble Studios e Rare, ed è stata nota dal 2011 al 2019 con il nome Microsoft Studios.
Durante l'Xbox E3 Briefing 2018 è stata annunciata l'acquisizione di Playground Games, Ninja Theory, Undead Labs e Compulsion Games oltre alla nascita di un nuovo studio ex-novo, The Initiative, composto da ex-dipendenti Naughty Dog, Insomniac Games e Rockstar Games.
Il 10 novembre 2018 è stata annunciata l'acquisizione di inXile Entertainment e Obsidian Entertainment.
Durante l'Xbox E3 Briefing 2019 è stata annunciata l'acquisizione di Double Fine Productions e la nascita dello studio World's Edge, interamente dedicato a Age of Empires.
Il 21 settembre 2020, Microsoft ha annunciato di aver acquisito ZeniMax Media, tutte le sue sussidiarie e i motori grafici (tra cui Creation Engine e id Tech 7) per 7,5 miliardi di dollari.
Il 18 gennaio 2022 viene annunciata l'acquisizione di Activision Blizzard e di tutte le sue sussidiarie (tra le quali figurano Activision, Blizzard Entertainment e King) da parte di Microsoft per 68,7 miliardi di dollari, ciò la rende l'acquisizione più costosa nella storia del gruppo di Seattle e del mondo videoludico.
L’acquisizione è stata completata il 13 ottobre 2023.

## Sussidiarie

### Sussidiarie attive
| Paese       | Nome                           | Anno di fondazione | Anno di acquisizione |
| ----------- | ------------------------------ | ------------------ | -------------------- |
| Stati Uniti | Activision                     | 1979               | 2023                 |
| Francia     | Arkane Studios Lyon            | 1999               | 2021                 |
| Canada      | Beenox                         | 2000               | 2023                 |
| Stati Uniti | Bethesda Game Studios          | 2001               | 2021                 |
| Stati Uniti | Bethesda Softworks             | 1986               | 2021                 |
| Stati Uniti | Blizzard Entertainment         | 1991               | 2023                 |
| Canada      | The Coalition                  | 2010               | 2010                 |
| Canada      | Compulsion Games               | 2009               | 2018                 |
| Irlanda     | Demonware                      | 2003               | 2023                 |
| Stati Uniti | Double Fine Productions        | 2000               | 2019                 |
| Stati Uniti | Halo Studios                   | 2007               | 2007                 |
| Stati Uniti | High Moon Studios              | 2001               | 2023                 |
| Stati Uniti | id Software                    | 1991               | 2021                 |
| Stati Uniti | Infinity Ward                  | 2002               | 2023                 |
| Stati Uniti | The Initiative                 | 2018               | 2018                 |
| Stati Uniti | InXile Entertainment           | 2002               | 2018                 |
| Svezia      | King                           | 2003               | 2023                 |
| Svezia      | Machine Games                  | 2009               | 2021                 |
| Svezia      | Mojang Studios                 | 2009               | 2014                 |
| Regno Unito | Ninja Theory                   | 2000               | 2018                 |
| Stati Uniti | Obsidian Entertainment         | 2003               | 2018                 |
| Regno Unito | Playground Games               | 2010               | 2018                 |
| Regno Unito | Rare                           | 1985               | 2002                 |
| Stati Uniti | Raven Software                 | 1990               | 2023                 |
| Stati Uniti | Sledgehammer Games             | 2009               | 2023                 |
| Stati Uniti | Treyarch                       | 1996               | 2023                 |
| Stati Uniti | Turn 10 Studios                | 2001               | 2001                 |
| Stati Uniti | Undead Labs                    | 2009               | 2018                 |
| Stati Uniti | World's Edge                   | 2019               | 2019                 |
| Stati Uniti | Xbox Game Studios Publishing   | 2000               | 2000                 |
| Stati Uniti | ZeniMax Online Studios         | 2007               | 2021                 |
| Ungheria    | ZeniMax Online Studios Hungary | 2005               | 2022                 |

### Sussidiarie chiuse
| Paese       | Nome                  | Anno di fondazione | Anno di acquisizione | Anno di chiusura |
| ----------- | --------------------- | ------------------ | -------------------- | ---------------- |
| Stati Uniti | Arkane Studios Austin | 2006               | 2021                 | 2024             |
| Canada      | Alpha Dog Games       | 2012               | 2021                 | 2024             |
| Stati Uniti | Ensemble Studios      | 1995               | 2000                 | 2010             |
| Regno Unito | Lionhead Studios      | 1997               | 2006                 | 2016             |
| Stati Uniti | Roundhouse Studios    | 2019               | 2021                 | 2024             |
| Giappone    | Tango Gameworks       | 2010               | 2021                 | 2024             |

## Loghi

Logo di Microsoft Game Studios utilizzato dal 2002 al 2011
Logo di Microsoft Game Studios utilizzato dal 2011 al 2019
Logo di Xbox Game Studios in uso dal 2020